# Pairilhac
Pairilhac (en francès Peyrilhac) és un municipi del sud-oest de Françaal departament de l'Alta Viena, de la regió de la Nova Aquitània.

## Demografia
| 1962                                       | 1968  | 1975 | 1982  | 1990  | 1999  | 2007  |
| ------------------------------------------ | ----- | ---- | ----- | ----- | ----- | ----- |
| 1.091                                      | 1.111 | 913  | 1.098 | 1.067 | 1.069 | 1.161 |
| Des de 1962: població sense dobles comptes |       |      |       |       |       |       |

## Administració
| Període   | Identitat      | Partit |
| --------- | -------------- | ------ |
| 2001-2006 | Claude Caullet | ADS    |
| 2006-2008 | Roland Debuire |        |
| 2008-     | Didier Rateau  |        |

## Agermanaments
- Larraga, País Basc